# Giuseppe Arcimboldo

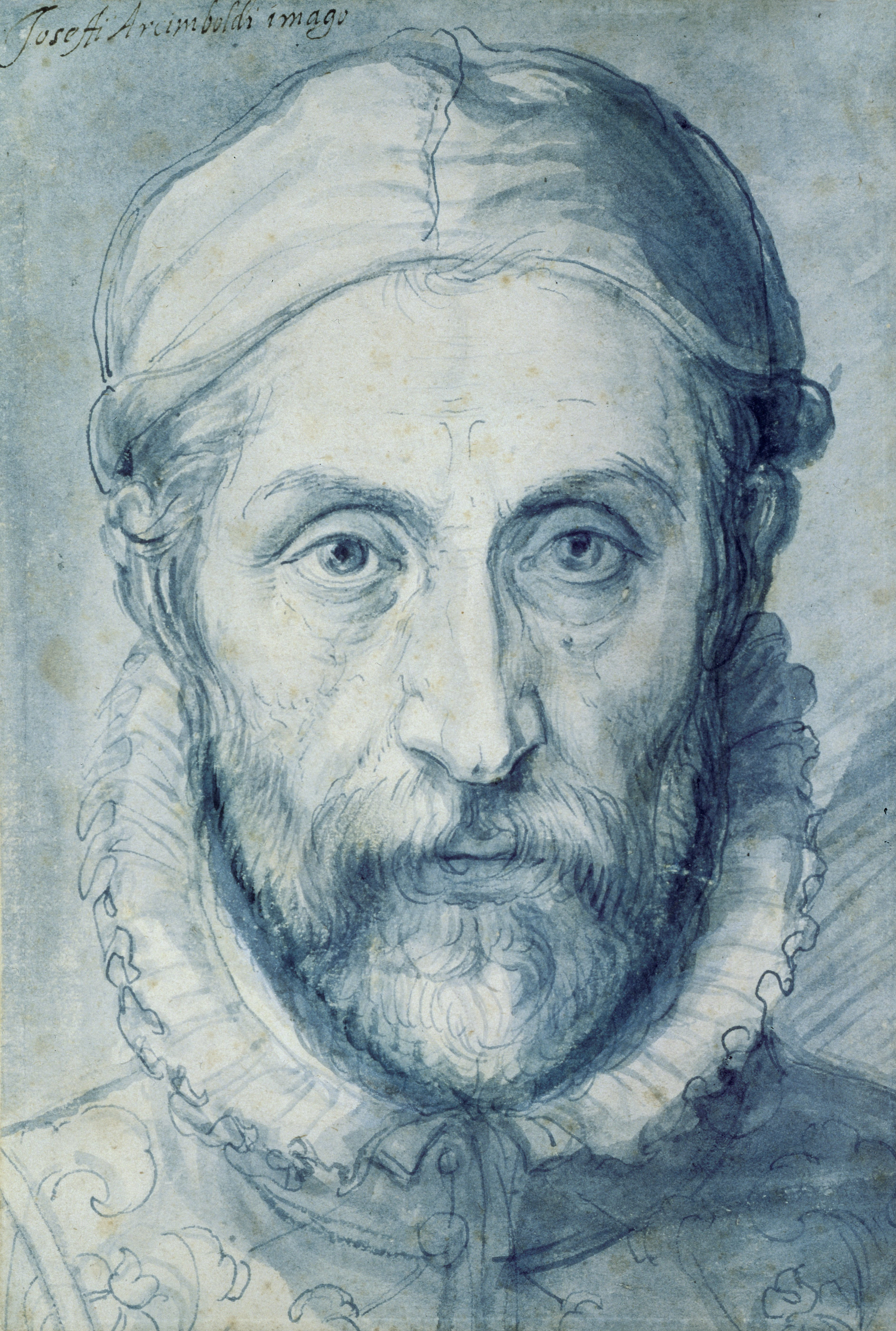
Giuseppe Arcimboldo, Selbstbildnis, 1570

Giuseppe Arcimboldo (seltener auch Archimboldi, Arcimbaldo; * um 1526 in Mailand; † 11. Juli 1593 ebenda) war ein vor allem in Mailand und Prag tätiger Maler des 16. Jahrhunderts. Berühmt sind seine Tafelbilder, auf denen er Blumen, Früchte oder Gemüse, aber auch anorganische Objekte wie Bücher zu Porträts oder Stillleben arrangierte. Neben seiner Tätigkeit als Maler entwarf Arcimboldo Festdekorationen und war am Prager Hof auch als Ingenieur, als Kostümzeichner sowie als Musiker tätig. Von seinen Werken ist nur ein Teil erhalten geblieben.

## Leben
Aus den frühen Jahren Arcimboldos ist nahezu nichts bekannt. Die frühere Vermutung, dass er im Jahre 1527 geboren wurde, resultiert aus dem Eintrag in mailändischen Sterberegistern, die festhielten, dass er mit 66 Jahren verstarb. Aufgrund eines lange Zeit unbekannten Selbstporträts, das die Jahreszahl 1587 und die Altersangabe 61 enthält, gilt nunmehr 1526 als wahrscheinlichstes Geburtsjahr. Seine Familie hatte hohe Geistliche und Juristen hervorgebracht, aber auch Künstler wie seinen Vater Biagio. Die früheste Erwähnung seiner Person stammt aus dem Jahre 1549, als er gemeinsam mit seinem Vater an der Ausgestaltung des Mailänder Doms arbeitete. Aus den Akten des Mailänder Doms weiß man, dass diese Arbeiten bis 1559 andauerten.
Die Stadt Mailand stand seit 1525 unter der Herrschaft der Habsburger. 1562 kam Arcimboldo als begabter Maler konventioneller Porträts und Kopist an den Hof des Kaisers Ferdinand I. nach Wien. Er blieb dort als sogenannter „Hauskonterfetter“ auch unter den Nachfolgern Ferdinands I.: Maximilian II. und Rudolf II.
Ferdinand I. Sohn, Kaiser Maximilian II. ernannte ihn 1564 zum Hofmaler. Bald danach schuf er die ersten Bildfolgen der „Vier Jahreszeiten“ und der „Vier Elemente“ in der Manier, die für ihn typisch wurde. Sie wurden dem Kaiser am Neujahrstag 1569 vorgestellt.
1570 wurde Arcimboldo nach Prag geschickt, um für Maximilian einen großen Festumzug mit mythologischen Themen zu gestalten. Sein Einfallsreichtum als Maler, aber auch bei der Ausrichtung von Umzügen, Krönungsfeiern, prunkvollen Hochzeiten und dergleichen wurde allgemein bewundert. Als Maler, Bühnenbildner, Architekt, Ingenieur und Organisator in einer Person inszenierte er glänzende, kostspielige Feste und höfische Maskeraden die dazu geeignet waren, die Macht des Kaisers deutlich zu machen, seinen Ruhm zu vergrößern und das Volk wenigstens für kurze Zeit von seinem alltäglichen Elend abzulenken. Seit 1575 war er Hofmaler des Kaisers Rudolf II., Maximilians Sohn und Nachfolger. Rudolf II. war ein politisch eher unbedeutender Kaiser, aber ein sehr guter Freund der Künste und der Wissenschaft und hielt sich einen bunten Hofstaat von Künstlern, Astronomen, Astrologen und Alchimisten. Arcimboldo hatte für ihn ähnliche Aufgaben zu erfüllen wie zuvor für Maximilian.
Darüber hinaus erfand er hydraulische Maschinen, beschäftigte sich mit einem Museumsprojekt und verfolgte sein Vorhaben, Musik in Farbwerte zu übertragen. Er war nämlich davon überzeugt, dass Malerei und Musik denselben Gesetzen gehorchen, und versuchte daher, eine wissenschaftliche Theorie zu entwickeln, wonach eine feste Beziehung zwischen harmonischen Proportionen von Tönen und Halbtönen einerseits und Farbnuancen andererseits bestünde.
Erst 1587 gestattete ihm Rudolf II., in seine Heimatstadt Mailand zurückzukehren, und so verließ Arcimboldo den Prager Hof. Rudolf II. hatte zuvor seinen Erbadel bestätigt und ihn mit einem Wappen geehrt, 1592 wurde er mit dem nicht erblichen Titel eines Hofpfalzgrafen ausgezeichnet.
Der Asteroid (6556) Arcimboldo wurde nach ihm benannt.

## Das Werk

Giuseppe Arcimboldo, Porträt des Kaisers Rudolf II. als Vertumnus, 1591, Schloss Skokloster

Seinen Nachruhm verdankt Arcimboldo seinen „teste composte“ (ital.: zusammengesetzte Köpfe), wie sein Zeitgenosse Giovanni Paolo Lomazzo, der Kunsttheoretiker des Manierismus, sie nannte: verblüffende Porträts aus Blumen, Früchten, Tieren, aber auch anorganischen Objekten, die er so kunstvoll arrangierte, dass sie sich mit Hilfe der Einbildungskraft des Betrachters zum Erscheinungsbild eines Menschenkopfs zusammenfügen. Diesen assoziativen Bildern bescheinigten Zeitgenossen oft große Ähnlichkeit mit den dargestellten Personen. Arcimboldo erweist sich mit diesem Konzept als markanter Vertreter des Manierismus, einer Stilrichtung der Spätrenaissance. Die Künstler der Renaissance hatten bei der Nachbildung der Natur einen hohen Grad von Vollkommenheit und Harmonie erreicht. Der Manierismus lieferte einen Gegenentwurf beziehungsweise eine damals moderne Erweiterung der Möglichkeiten. Nun legten einzelne Künstler wie Arcimboldo ihren Arbeiten subjektive Ideen oder phantastische Einfälle zugrunde, die über die klassisch-harmonische Darstellung entschieden hinausgingen. Die allegorische oder enigmatische (rätselhafte, verrätselte) Abbildung wurde ein wesentliches Stilelement des Manierismus.
Arcimboldo hat zahlreiche Bilder dieser Art geschaffen, darunter ein Porträt des Kaisers Maximilian II., auf dem dessen Kopf als Komposition aus Fischen und Meeresfrüchten dargestellt wird. Bekannt sind auch seine Umkehrbilder, auf denen zunächst Stillleben aus Gemüse oder Blumen zu sehen sind; werden sie auf den Kopf gestellt, verändern sie sich zu Porträts.
Bildbeispiel Der Frühling. Dies ist ein Bild aus der Serie Vier Jahreszeiten, ein Thema, das Arcimboldo wiederholt aufgegriffen hat. Das Gesicht der dargestellten Person ist gebildet aus Rosenknospen und einzelnen, nicht identifizierbaren Blüten. Das Ohr formt sich aus der Blüte einer Pfingstrose, eine Akelei bildet den Ohrring, während Maiglöckchen die Zähne darstellen. Unterschiedlichste Blumen bilden das Haar, dem eine Madonnenlilie als Zierde aufgesteckt ist. Das Gewand ist aus grünem Blattwerk zusammengestellt; erkennbar sind die Blätter von Kohl, Löwenzahn und Walderdbeeren. Der Kragen besteht aus weißen Blüten, darunter Margeriten.
Bildbeispiel Vertumnus. Für die mehrschichtige, nicht immer auf den ersten Blick durchschaubare Kunst Arcimboldos ist sein Bild Vertumnus von 1591 ein prägnantes Beispiel. Wir sehen zunächst eine Ansammlung von präzise und delikat gemalten Blumen wie auch Feld- und Gartenfrüchten aus allen Jahreszeiten. Diese fügen sich zu einem Porträt mit den Gesichtszügen Rudolfs II. zusammen. Ferner erscheint der Kaiser mit umkränzter Stirn als Vertumnus, der etruskisch-römische Gott der Veränderung bzw. Verwandlung – allegorisch angedeutet durch die Veränderungen der Vegetation im Ablauf eines Jahres. Auf einer vierten Ebene kann die gelungene Zusammenfassung unterschiedlichster Teile verstanden werden als Sinnbild (eigentlich: Wunschbild) für die harmonische Vielfalt des kaiserlichen Imperiums.
Beispielbild Das Wasser. Dargestellt durch ein aus Seetieren gebildetes Brustbild.
Beispielbild Das Feuer. Dargestellt durch ein aus brennendem Holz, Kerzen, Lampe, Stahl und Feuersteinen sowie Schusswaffen gebildetes Brustbild.
Diese und ähnliche Bild-Erfindungen Arcimboldos beeindruckten manche der surrealistischen Künstler. Anklänge an Arcimboldo finden sich beispielsweise in Salvador Dalís Gesicht der Mae West als Appartement (Gouache, Chicago) und Spanien (Öl, Rotterdam).

### Werkauswahl
- Der Gemüsegärtner oder ein Scherz mit Gemüse (Umkehrbild), Museo ala Ponzone Cremona
- König Herodes, Porträt aus Kinderleichen, Venedig
- Rudolph II. als Vertumnus, Porträt aus Gemüse, Früchten, Blumen; Schloss Skokloster
- Vier Jahreszeiten, Serie von 1563, 1572, 1573
- Vier Elemente, 1566
- Der Bibliothekar, Porträt aus Büchern
- Der Jurist, 1566

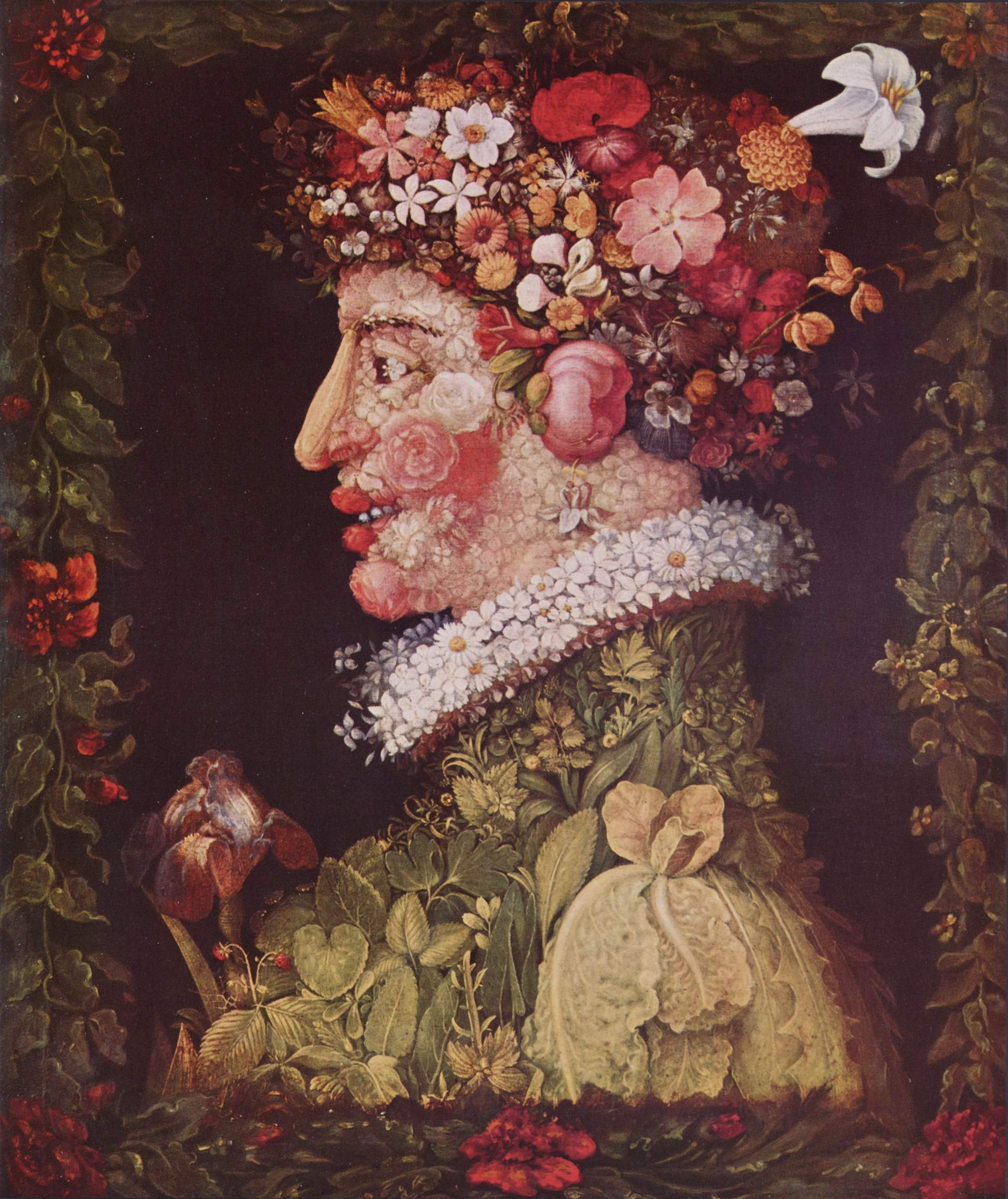
Der Frühling
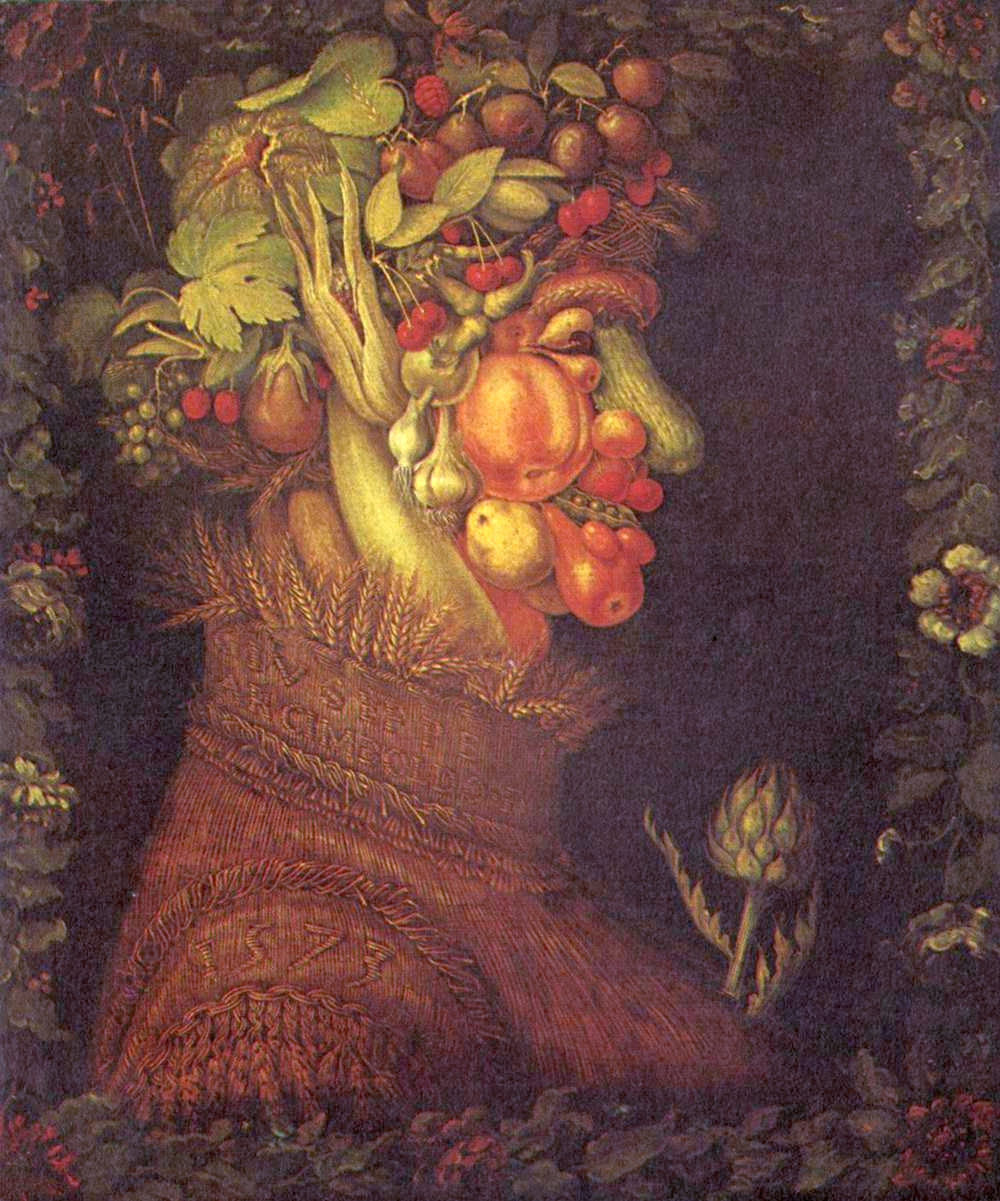
Der Sommer
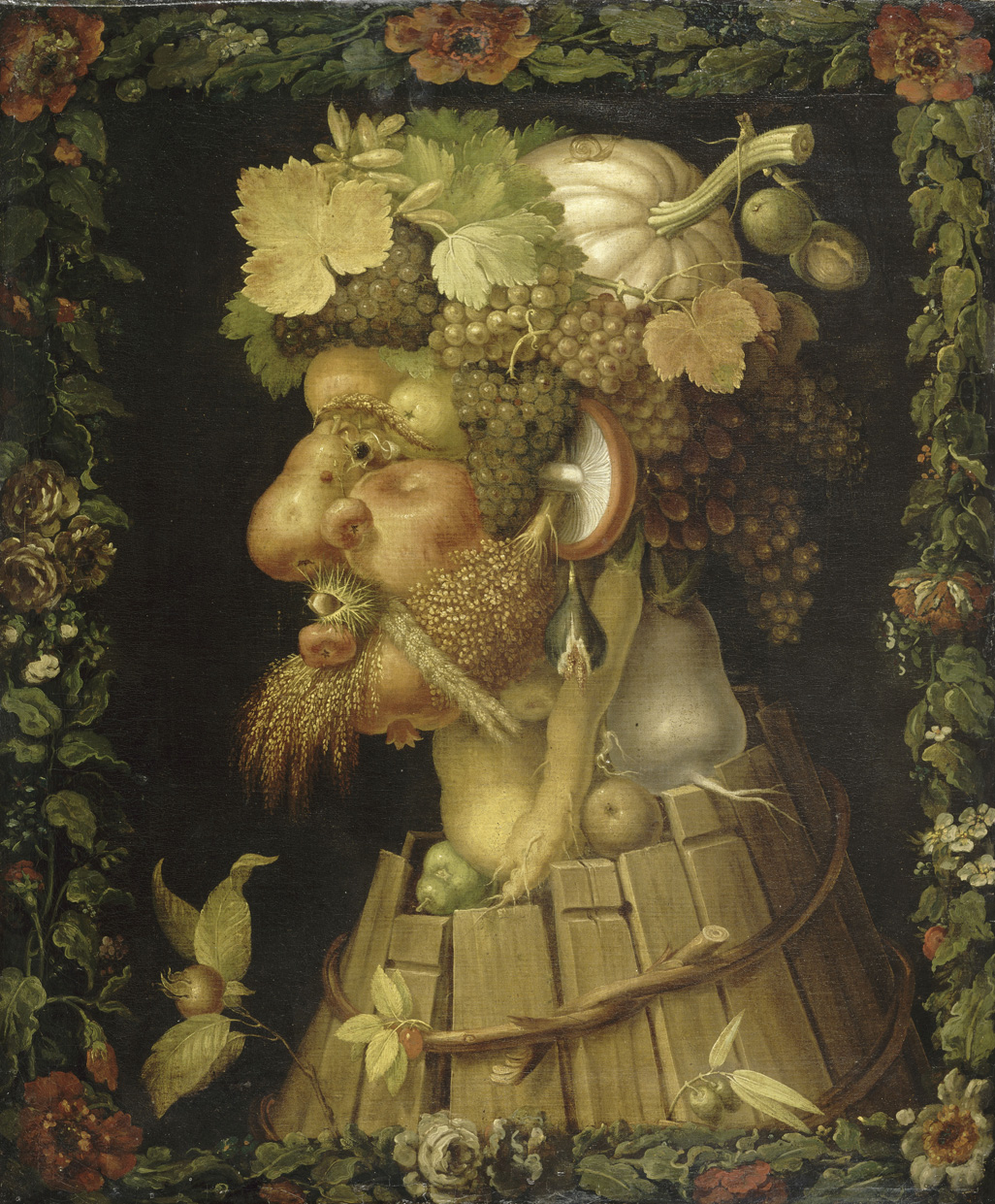
Der Herbst
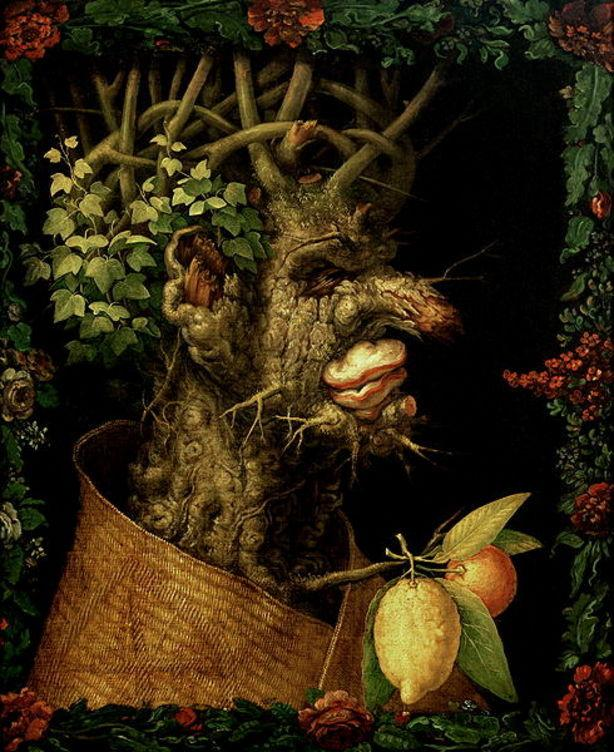
Der Winter
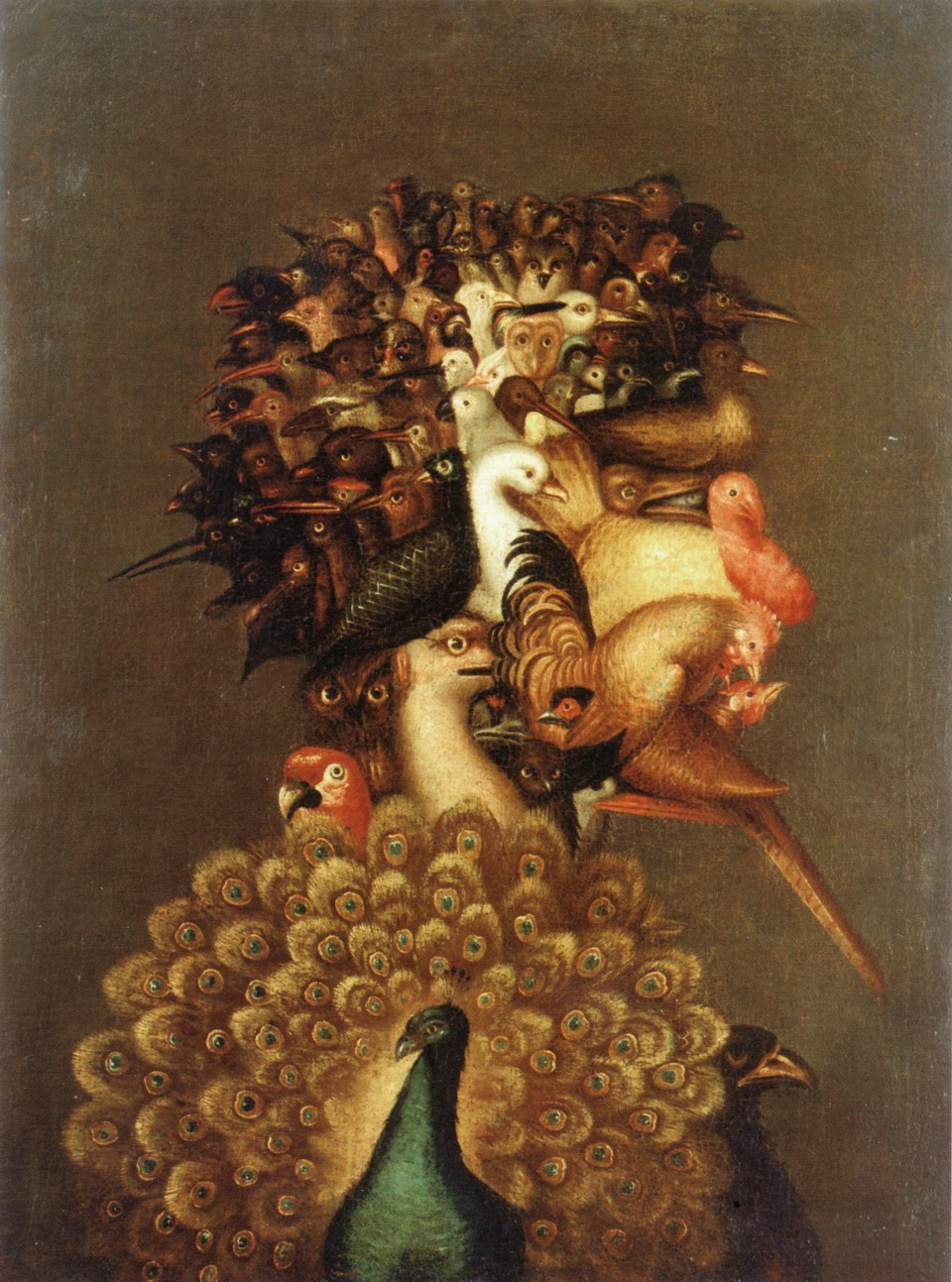
Die Luft (Kopie)
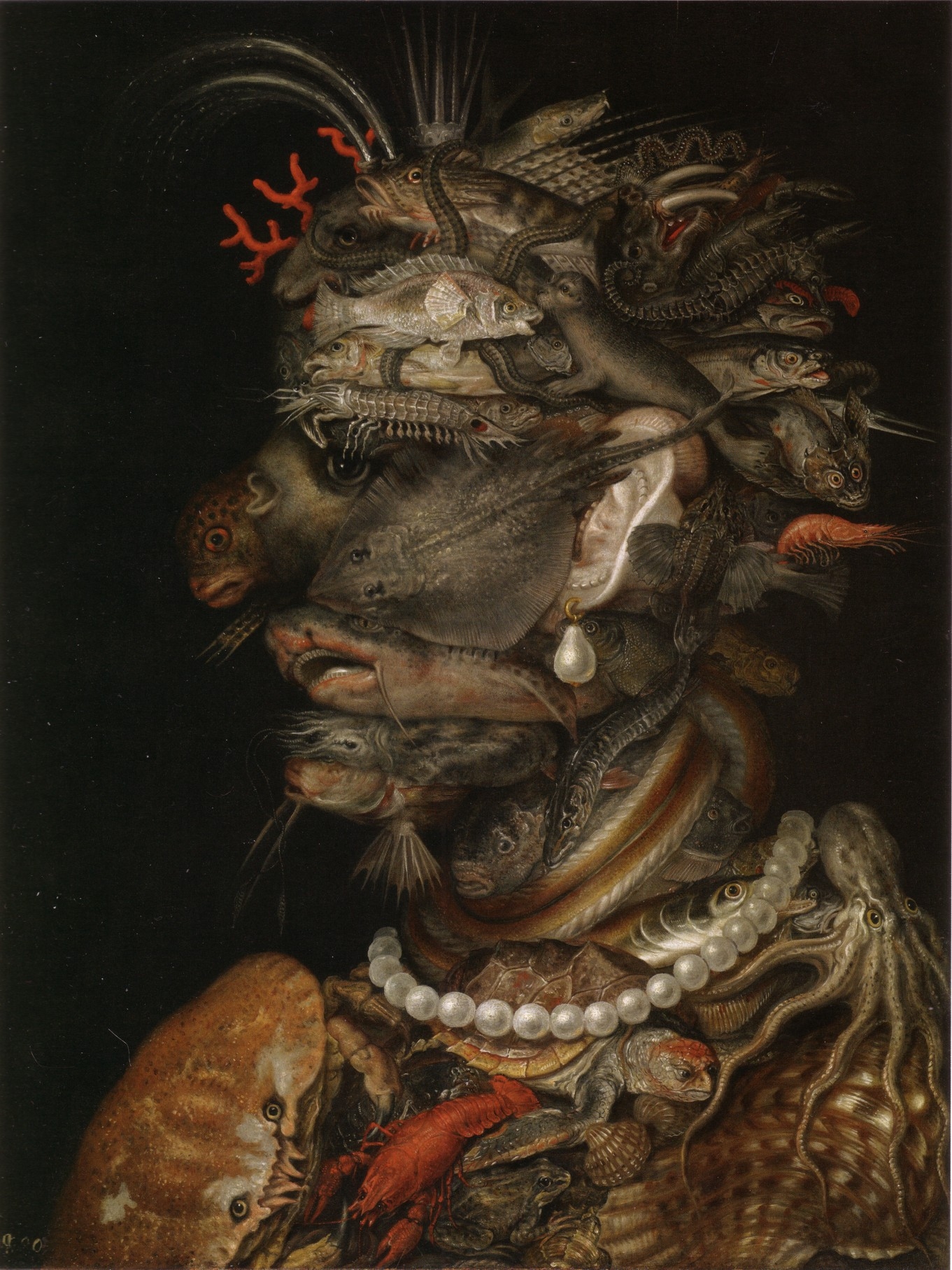
Das Wasser
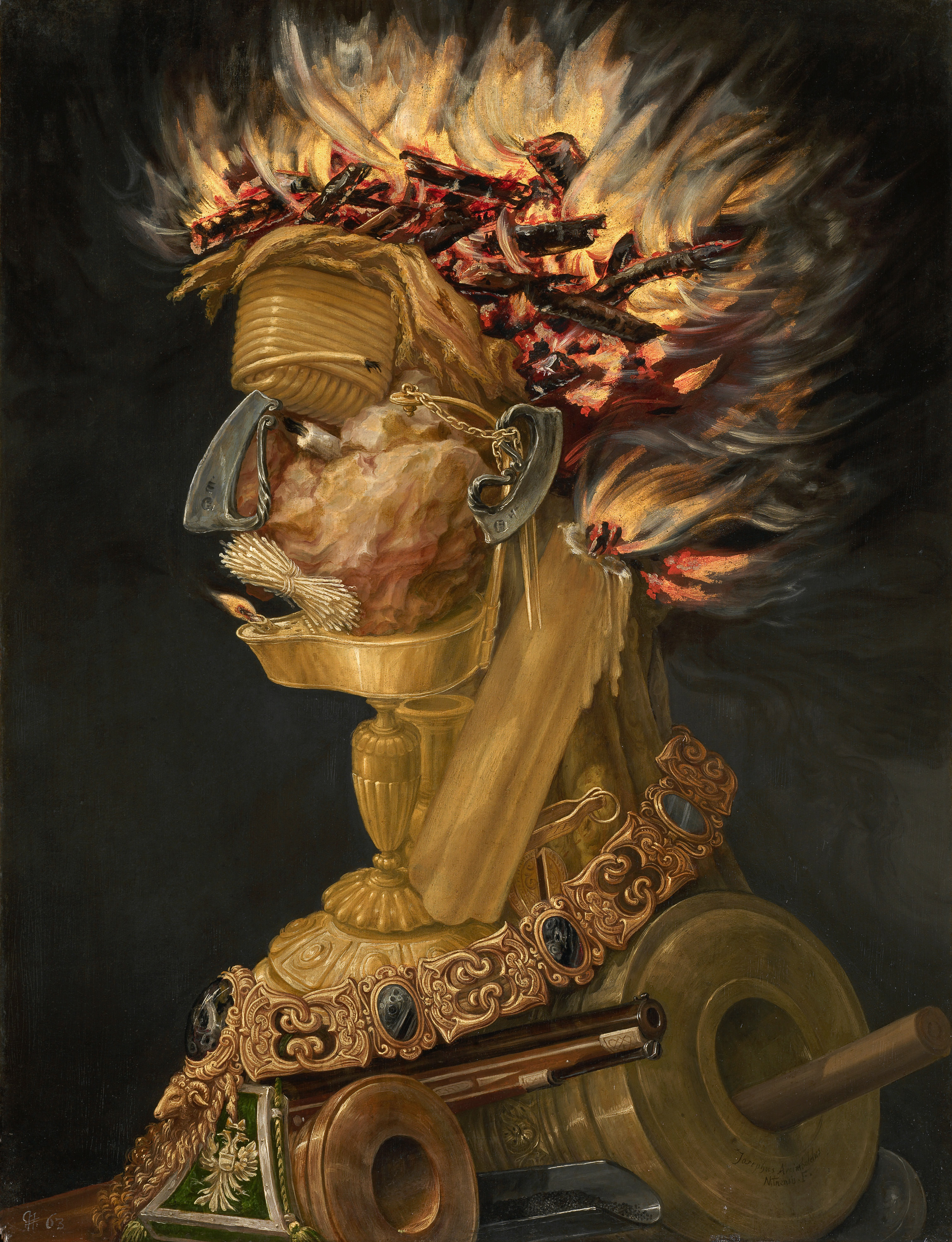
Das Feuer
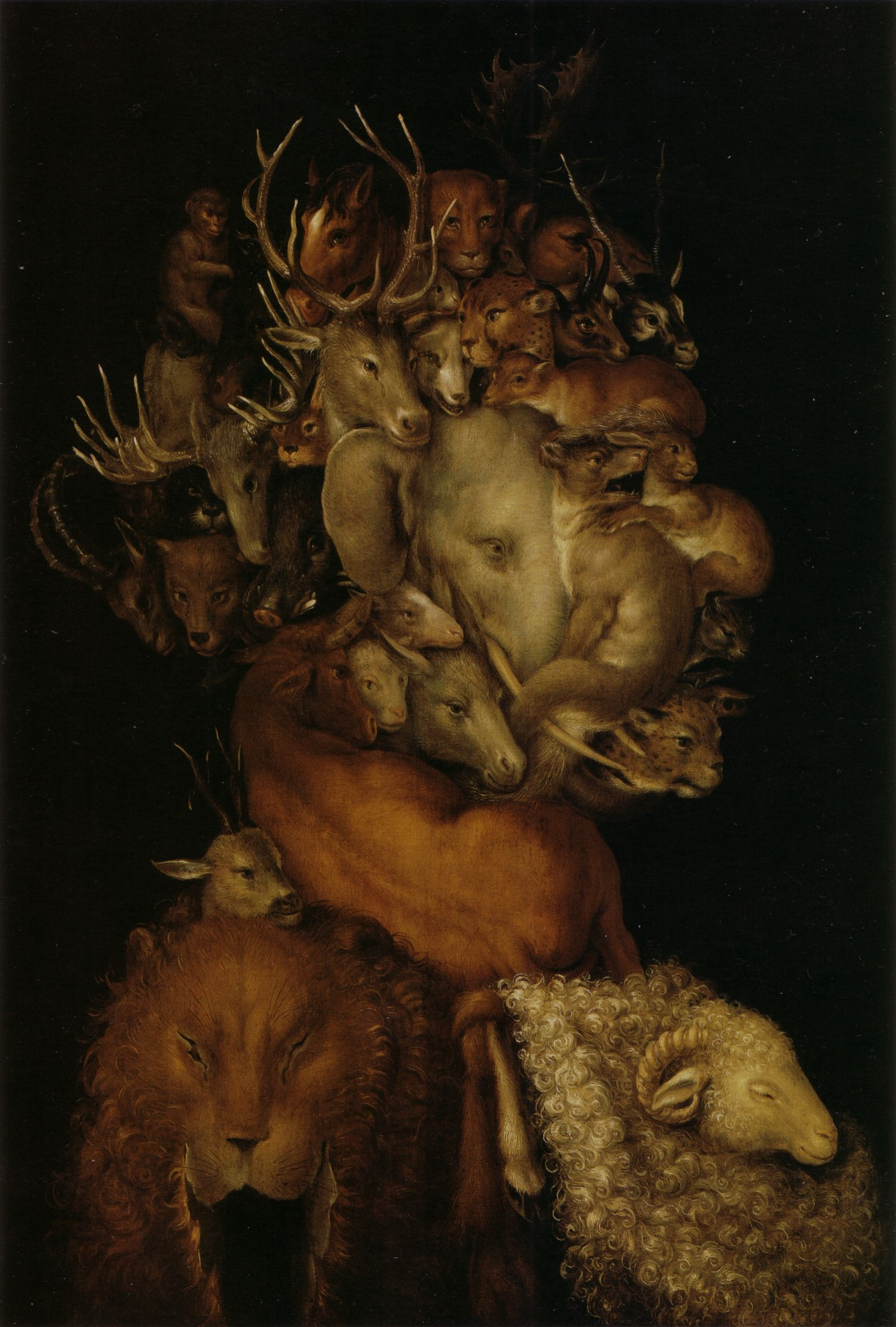
Die Erde
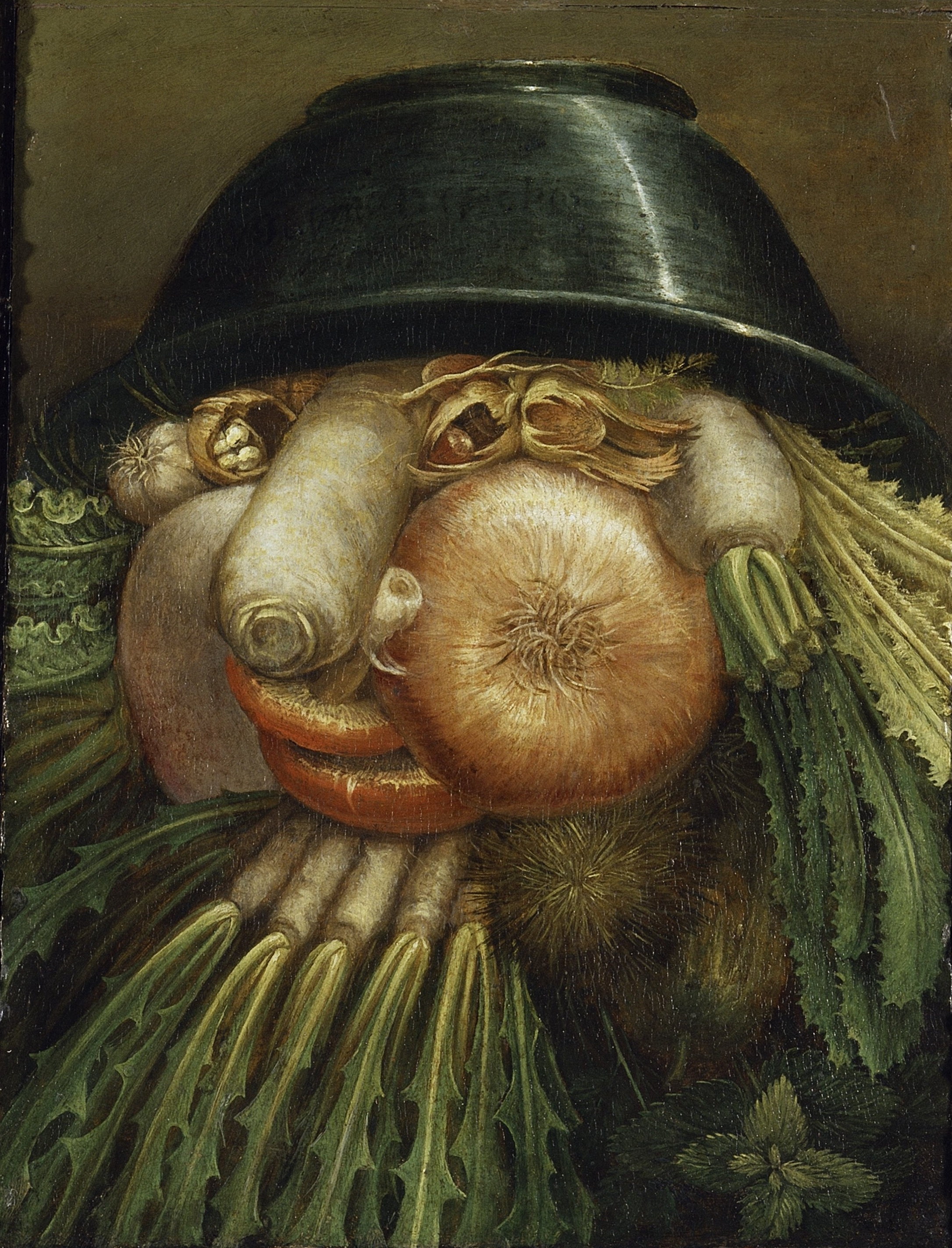
Der Gemüsegärtner
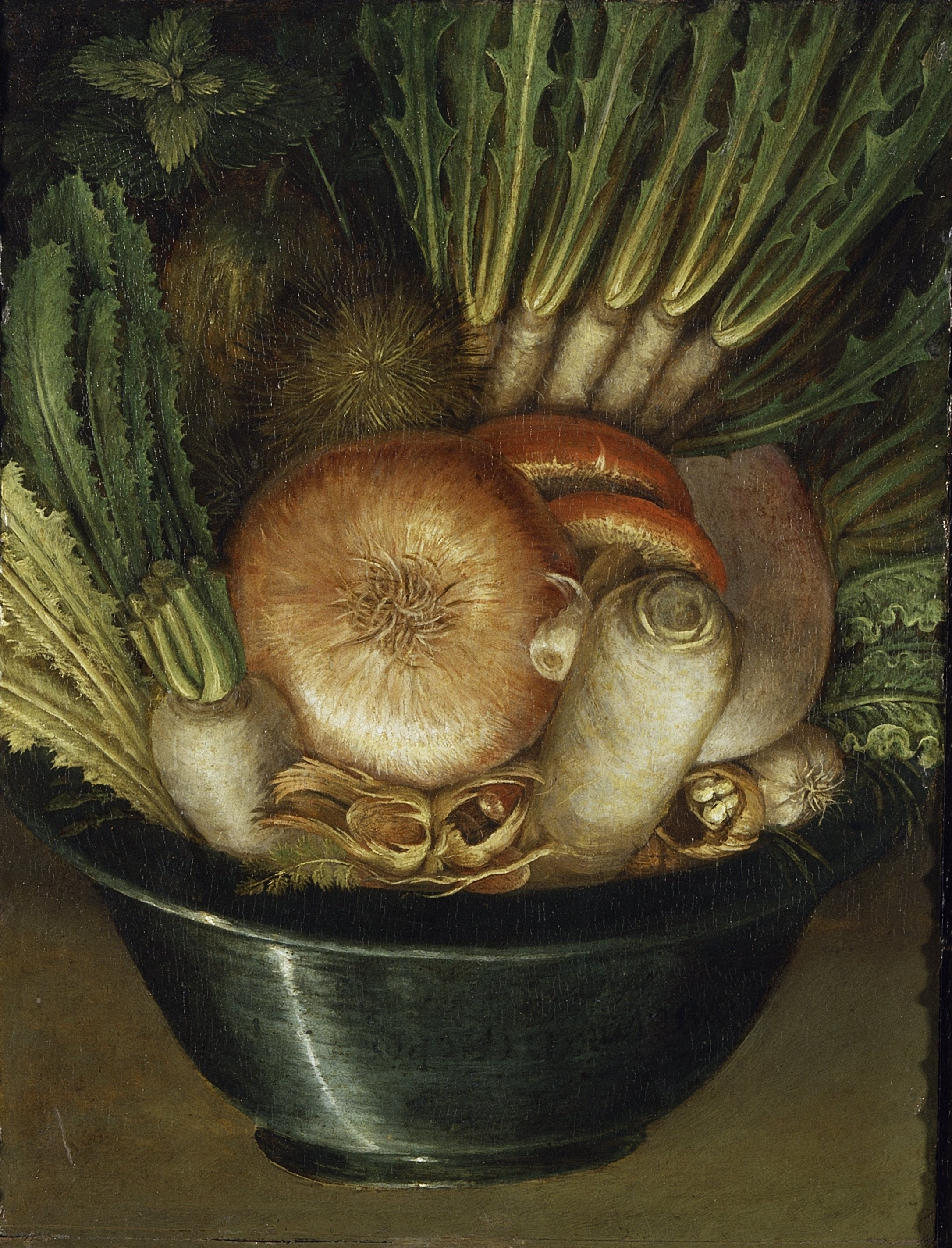
Der Gemüsegärtner (Umkehrbild)
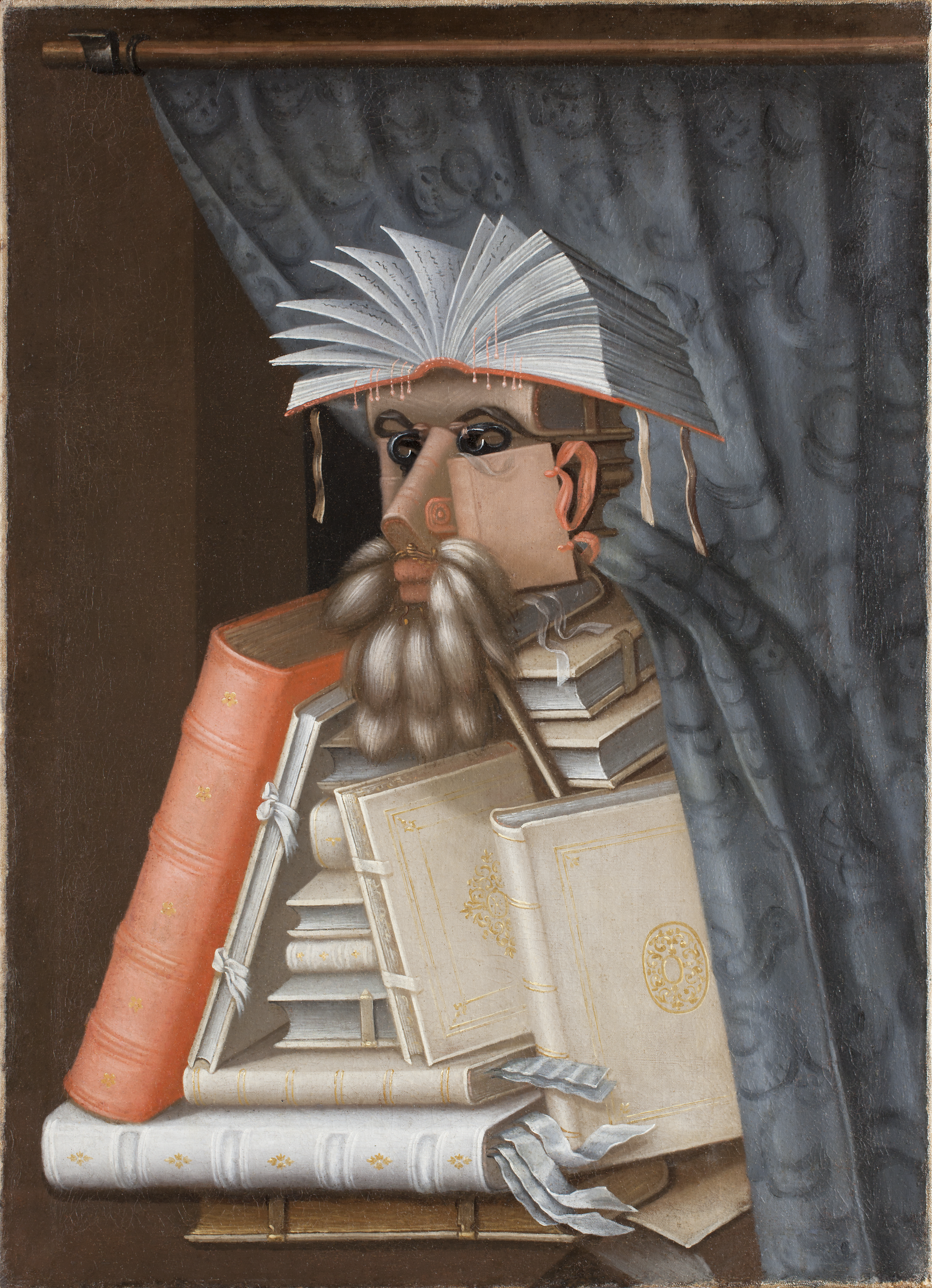
Der Bibliothekar
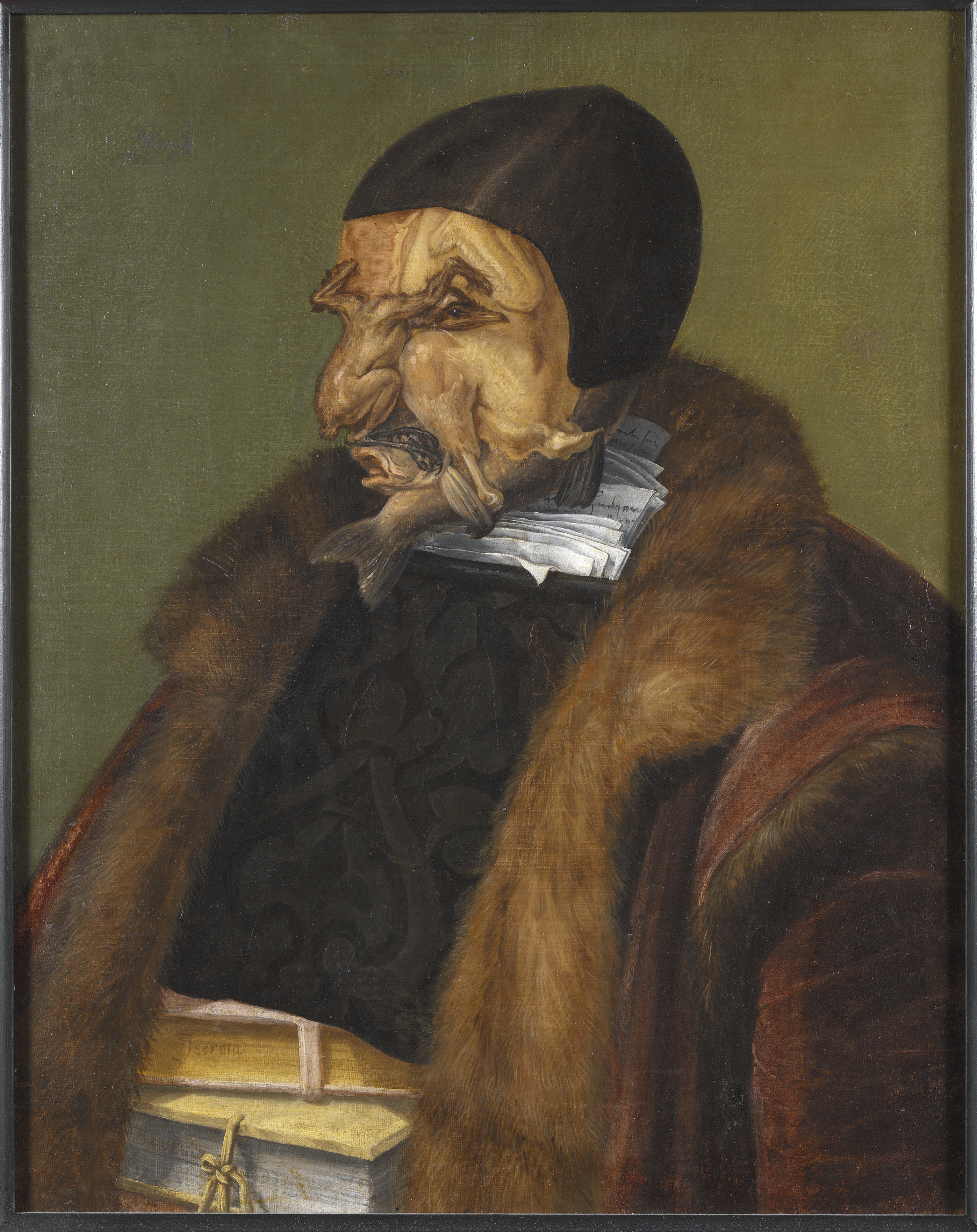
Der Jurist

### Erzherzoginnenportraits
Als Hofmaler in Wien war Arcimboldo eventuell der Maler der Erzherzoginnenportraits, vier Damenbildnissen von weiblichen Mitgliedern der habsburgischen Kaiserfamilie.

## Dokumentation
- Arcimboldo – Malergenie des Manierismus. Regie: Benoît Felici, ARTE F, Frankreich, 53 Minuten, 2021